# Arcidiecéze varšavská
Arcidiecéze varšavská (latinsky Archidioecesis Varsaviensis, polsky Archidiecezja warszawska) je římskokatolická metropolitní arcidiecéze, nacházející se v Polsku ve městě Varšava. Diecézním a metropolitním kostelem je Katedrála svatého Jana Křtitele (Varšava). Pod metropolitní jurisdikcí se nacházejí ve varšavské církevní provincii další dvě biskupství – diecéze płocká a diecéze varšavsko-pražská. Současným arcibiskupem-metropolitou je Mons.Adrian Galbas.